# マリオ・モンティ
マリオ・モンティ（イタリア語: Mario Monti、1943年3月19日 - ）は、イタリアの経済学者、政治家。終身上院議員。同国閣僚評議会議長（首相に相当）を務めた。このほか首相就任以来2012年7月まで経済財務大臣を兼任したほか、2期連続で欧州委員会委員を、またミラノにあるボッコーニ大学の学長及び総長を務めた。

## 経歴
1943年、イタリア王国ロンバルディア州ヴァレーゼに生まれた。
ボッコーニ大学より経済と経営の学位を得た。イェール大学ではジェームズ・トービンの元で大学院研究を終えた。
1970年から1985年までトリノ大学で経済を教え、ボッコーニ大学に移った。そこでは1989年から1994年まで学長を、1994年からは総長を務めている。彼の研究は、独占的な状況下における銀行の振る舞いの詳細な記述を目的とした、いわゆる「クライン・モンティ・モデル」を作り出すことに貢献した。
モンティは2005年に設立されたヨーロッパのシンクタンク、ブリューゲルの初代議長である。また1973年にデイヴィッド・ロックフェラーによって設立されたシンクタンク日米欧三極委員会のヨーロッパ委員長を務め、ビルダーバーグ会議の主導的メンバーでもある。またゴールドマン・サックスとザ コカ・コーラ カンパニーの国際的顧問である。

### 欧州連合

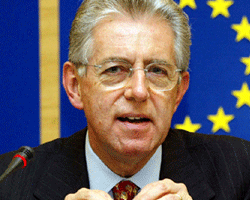
欧州委員時代のモンティ（2008年）

1994年に第1次シルヴィオ・ベルルスコーニ政権においてエンマ・ボニーノと共同で欧州委員会のイタリア委員に任命される。1995年からの欧州委員会委員として、域内市場・サービス担当、関税・課税担当を務めた。
4年後の1999年、欧州委員会の委員長にロマーノ・プローディが就任し、マッシモ・ダレマ政権はモンティを再び委員に任命した。2期目は競争政策担当となり、マイクロソフトに対する独占禁止の手続きを開始。また2001年には、ゼネラル・エレクトリックとハネウェルの間で持ち上がった合併計画の調査を主導し、欧州委員会は最終的に合併を阻止している。このような働きぶりから、一貫して切れ者という評価で通っており、「スーパーマリオ」と渾名された。2004年に第2次ベルルスコーニ政権は欧州委員をモンティからロッコ・ブッティリオーネに交代させようとしたが、ブッティリオーネの過去の発言を問題視した欧州議会はこの推薦を拒否したため、政府はフランコ・フラッティーニを推薦し直した。
2010年にはジョゼ・マヌエル・ドゥラン・バローゾ委員長より“共同市場の将来についての報告”をまとめるよう委任される。これは欧州連合の共同市場を完成させるためにさらなる方策を提案するものである。また同年9月15日に立ち上げられた新構想スピネリ・グループ（欧州連邦主義者）に協力。これは欧州連合の連邦化に向けての努力を再活性化させようとする目的で作られ、他の著名な協力者としてはジャック・ドロール、ダニエル・コーン＝ベンディット、ヒー・フェルホフスタット、アンドリュー・ダフ、エルマー・ブロークなどがいる。

### イタリア首相

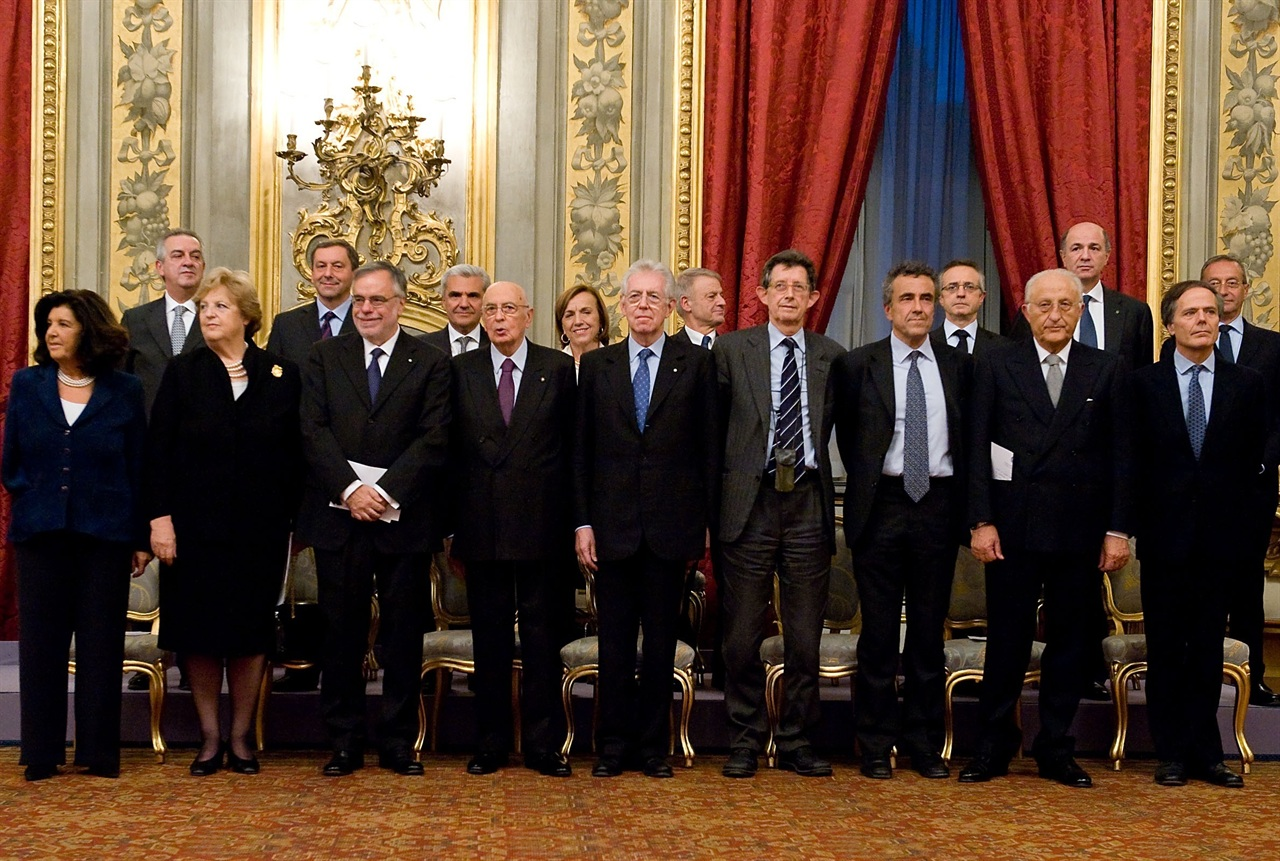
宣誓式に臨むモンティ内閣（2012年11月16日）

欧州経済危機の中イタリアは国際通貨基金(IMF)の監視下に入ることとなり、ベルルスコーニ首相は求心力を失っていった。11月8日に下院議会で採決された決算関連法案は可決されたものの与党議員の造反を招き、ベルルスコーニ首相は窮地に追いこまれた。こうした中、11月9日にイタリア共和国大統領ジョルジョ・ナポリターノはモンティを名誉職の終身上院議員に指名した。これはベルルスコーニの後継として擁立するという意図もあったとされ、この時点でモンティの次期首相就任が有力となっていた。
そして11月13日、モンティはナポリターノ大統領から第82代閣僚評議会議長（首相）に指名されると共に、組閣の要請を受けた。すぐに閣僚の人選を進めたが、実務型内閣を志向するモンティに対し各党からの反応は鈍く、組閣の作業は難航。11月16日になってようやく政治家抜きで、自ら経済財務大臣を兼任した閣僚名簿を大統領府に提出し、ナポリターノ大統領の立ち会いの下に内閣閣僚と共に宣誓式を執り行い、新政権を発足させた。発足直後の内閣支持率は、7割を超えた。
12月4日には、年金支給年齢の引き上げや付加価値税の2%増税、株式・金融商品・贅沢品に対する課税、州議会議員定数の10人への削減、公選制州政府公務員に対する給与の廃止などを盛り込んだ、総額300億ユーロに及ぶ緊縮財政策を発表。「この緊縮財政対策がなければ、ギリシャと同様の事態に突入し破たんしていたかもしれない」と表明した。2012年6月27日には企業が業績悪化時に従業員を解雇できるよう定める代わりに失業手当を拡充させる労働市場改革法を成立させた。このころ支持率は3割程度となっていたが、一連の構造改革により国際社会に対するイタリアの信頼は徐々に回復していき、金融経済情勢を落ち着かせることに成功した。7月11日には経済財務大臣を辞任。
しかし、ベルルスコーニ率いる自由の人民はモンティの進める緊縮財政路線に反発を強めていく。10月27日にはベルルスコーニがモンティの財政構造改革路線を批判。10月29日に自由の人民のアルファノ幹事長はモンティ政権を今後も支えると発言したが、12月6日に議会で実施された信任投票で自由の人民は棄権し（事実上の不信任）、上院ではギリギリのところで可決された。12月7日には自由の人民のアルファノ幹事長がモンティ政権の役目は終わったと発言。これに加えて翌12月8日、政界引退を発表していたベルルスコーニが次期総選挙への出馬を表明、これにより自身の安定的な政権運営は困難になると判断した。モンティは同日ナポリターノ大統領と会談し、審議中の2013年度予算に財政健全化関連法案が成立次第、首相を辞任する意向を表明。12月21日、予算成立を受け、ナポリターノ大統領に辞表を提出し正式に辞任した。2013年2月24日に総選挙が行われることとなった。次期首相の選出は難航したが4月28日にようやくエンリコ・レッタが閣僚名簿をナポリターノ大統領に提出し、モンティ政権は幕を下ろした。

## パーソナル
既婚者であり、2人の子どもがいる。

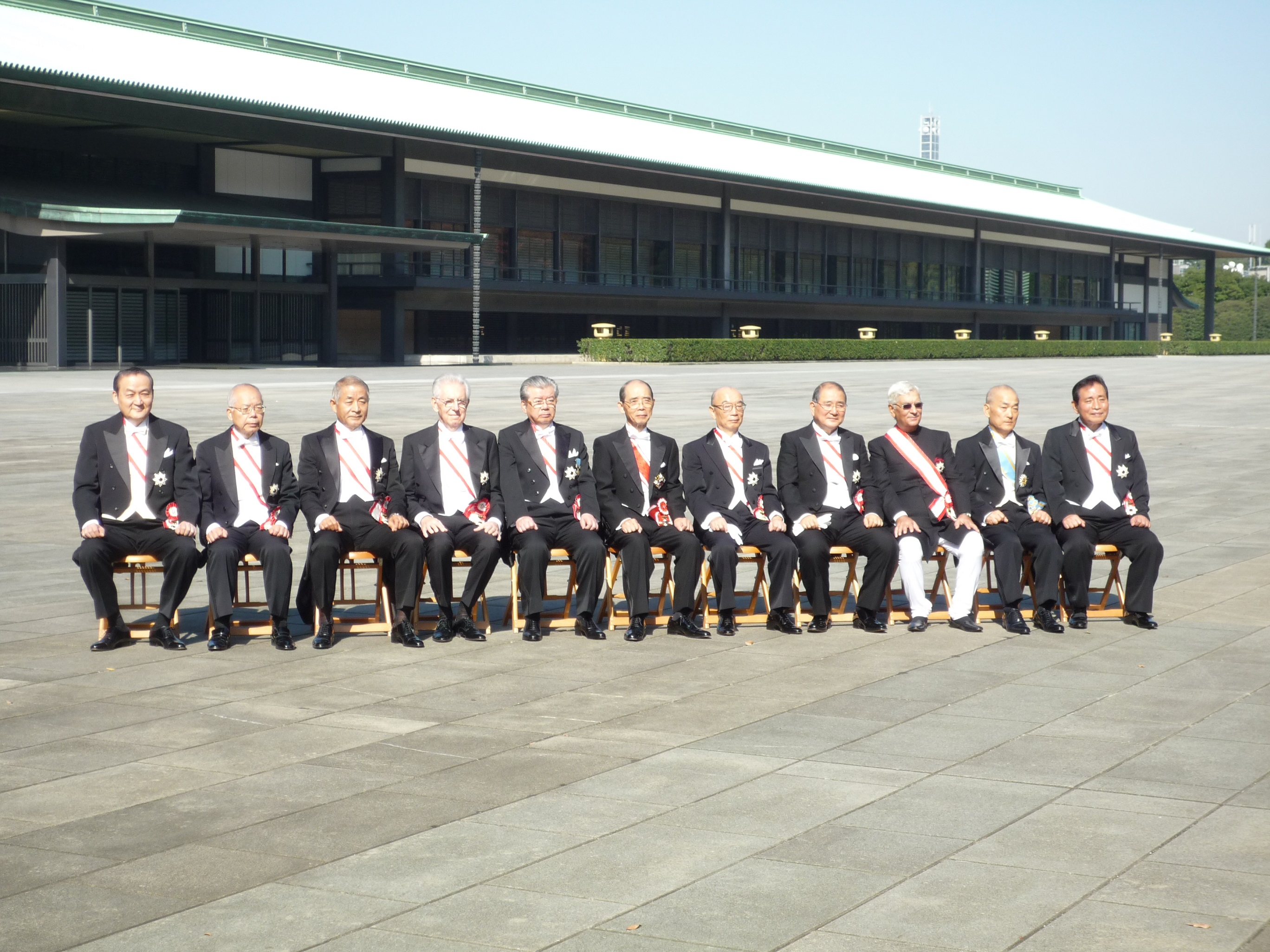
2015年11月5日、大綬章の親授式後の記念写真にて（左から4人目）

トリノ大学時代に虜となった古代エジプトに興味を持っており、トリノにあるエジプト博物館を支援している。
2015年11月、日本政府より旭日大綬章を受章。